# Vèrtex Espanyol de Reivindicació del Desenvolupament Ecològic
Vèrtex Espanyol de Reivindicació del Desenvolupament Ecològic (VERDE) va ser un partit polític de caràcter ecologista que va estar actiu a la fi de la dècada del 1980 i primers dels anys 1990.

## Història
Va ser fundat a començaments de la dècada del 1980. El seu cap era José Luis Barceló González de la Mora i es va presentar per primer cop una candidatura al Senat per la circumscripció de Madrid a les eleccions generals espanyoles de 1982, en es presentaren tres candidats el propi José Luis Barceló González de la Mora (37.908 vots), María Dolores López Uría (30.876 vots) i Jaime Sornosa Forés (23.668 vots) En el seu programa reclamava una reducció del nombre de carteres ministerials, el neutralisme d'Espanya, la congelació dels preus dels aliments de primera necessitat i la creació d'una nova moneda: el ibero, que equivaldria a 100 pessetes.
Va ser un partit una miqueta erràtic que incorporava principis ambientalistes. De fet va tenir molt més de candidatura personalista que de partit polític convencional. A Catalunya es presentava sota l'etiqueta Partit Ecologista de Catalunya (PEC-VERDES). Va aconseguir el seu millor resultat a les eleccions al Parlament europeu de 1989, quan va aconseguir els 58.000 vots, mentre que en les generals solament va aconseguir 28.000 vots en 1986. No va obtenir cap càrrec electe. Es va dissoldre després de les eleccions generals espanyoles de 1993 (on es presentà com a PEC-VERDES), passant a integrar la coalició Unió Centrista al costat del Centre Democràtic i Social.

## Resultats electorals
- Eleccions generals espanyoles de 1986: 28.318 vots (0,14%)
- Eleccions generals espanyoles de 1989: 21.235 vots (0,10%)
- Eleccions generals espanyoles de 1993: 9.247 vots (0,03%)
- Eleccions al Parlament Europeu de 1989 (Espanya): 58.686 vots (0,34%)

### Parlament de Catalunya
- Eleccions al Parlament de Catalunya de 1984: 8.714 vots (0,30%)
- Eleccions al Parlament de Catalunya de 1988: 5.927 vots(0,09%)